# Insurgência em Catanga
A insurgência em Catanga (Katanga) refere-se à rebelião em andamento por uma série de grupos rebeldes da República Democrática do Congo, alguns dos quais visam a criação de um Estado separado dentro de Catanga. Embora a insurgência tem sido ativa em diversas formas desde 1960, grupos insurgentes redobraram seus esforços recentemente após a fuga da prisão em 2011 de Gédéon Kyungu Mutanga, que agora comanda a maioria dos grupos separatistas em Catanga. Desde 2000, os rebeldes das FDLR estão envolvidos em um conflito militar de baixo nível com as forças armadas da República Democrática do Congo e vários grupos separatistas de Catanga; as FDLR são mais ativas na porção nordeste da província de Catanga, perto da fronteira com Sud-Kivu. O conflito na região provocou um êxodo de cerca de 600.000 refugiados para várias outras partes da República Democrática do Congo e um número desconhecido de civis morreram como resultado do conflito.

## Histórico
A insurreição e a instabilidade política apareceram pela primeira vez em Catanga imediatamente após a independência da República Democrática do Congo em 1960. A região tentou criar um Estado separatista com o apoio da Bélgica, que visava a criação de um Estado fantoche e ter acesso a rica região de minérios. O Estado de Catanga, no entanto, não conseguiu defender a sua independência durante a Crise do Congo e foi integrado ao Congo em 1963.
Entre 1977 e 1978, a Frente Nacional de Libertação do Congo provocou dois grandes conflitos na região conhecidos como Primeira Guerra de Shaba e Segunda Guerra de Shaba. Vários grupos separatistas têm realizado uma insurgência de baixa intensidade desde o final de Shaba II, as principais facções sendo a Coordenação para um referendo sobre a autodeterminação de Catanga (CORAK) e Mai Mai Kata Katanga.
Em 9 de setembro de 2011, o líder rebelde Gédéon Kyungu Mutanga conseguiu escapar da prisão de Kassapa, onde ficou preso. Mutanga logo estabeleceu a Mai Mai Kata Katanga, uma facção rebelde com o objetivo de criar um Estado independente em Catanga. Mutanga também estabeleceu a Mai Mai Gédéon, efetivamente tendo dois grupos de milícias separadas sob seu comando. Estas duas milícias operam principalmente nas localidades da província de Katanga de Mitwaba e Pweto Manono; uma área que foi apelidada de "Triângulo da Morte", como resultado do conflito.